# Aleksander Konstanty Ihnatowicz-Świat
Aleksander Konstanty Ihnatowicz-Świat, ps. „Turbina”, „Słonka”, „Ataman” (ur. 30 kwietnia?/13 maja 1903 w Nowogrodzie Wielkim, zm. 28 lutego 1991 w Londynie) – inżynier, major kawalerii rezerwy Polskich Sił Zbrojnych na Zachodzie, major Armii Brytyjskiej, instruktor broni na kursach dla cichociemnych (kurs walki konspiracyjnej) w Audley End i Ostuni, spadochroniarz Akcji Kontynentalnej, czterokrotnie skakał na tereny Jugosławii i Włoch. 31 stycznia 1943 roku w Audley End został zaprzysiężony na rotę Armii Krajowej. 

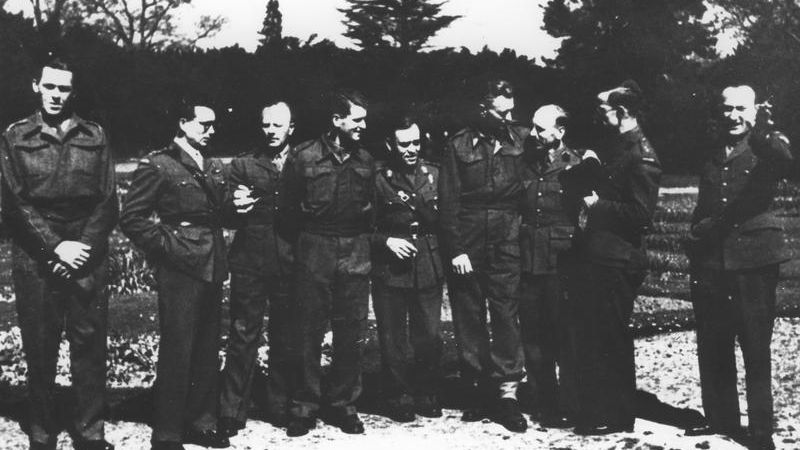
Grupa instruktorów cichociemnych od lewej stoją: por. Mieczysław Różański, kpt. Maksymilian Kruczała, por. Eugeniusz Janczyszyn, ppor. Jerzy Zubrzycki, por. Aleksander Ihnatowicz, mjr Józef Hartman, Jan Kazimierski, por. Antoni Pospieszalski, ppłk Stefan Piotrowski

## Życiorys

### Młodość
Urodził się 13 maja 1903 roku w Nowogrodzie Wielkim. Był synem Konstantego, generała armii carskiej (a później Wojska Polskiego) i Marii z domu Wężyk-Widawska. W 1918 roku wyjechał do Warszawy i został przyjęty do Gimnazjum im. Jana Zamojskiego. 1 sierpnia 1920 roku ochotniczo wstąpił do lotnego szwadronu 2 Brygady Jazdy WP, wraz z którym brał udział w wojnie polsko-bolszewickiej od 28 sierpnia do 28 listopada roku 1920. Cztery lata później zdał egzamin dojrzałości w warszawskim Gimnazjum im. Kazimierza Kulwiecia. Od października 1924 do lipca 1925 roku służył jako poborowy w 2 Pułku Ułanów Grochowskich im. Generała Dwernickiego. 1 lipca 1925 roku mianowany podporucznikiem kawalerii rezerwy. W 1936 roku ukończył studia na Wydziale Inżynierii Politechniki Warszawskiej.

### Wojna obronna 1939 i ewakuacja
Od 1 kwietnia 1939 roku był zatrudniony w Kierownictwie Zaopatrzenia Lotnictwa, gdzie odpowiadał m.in. za stan gotowości bojowej podziemnych magazynów paliw lotniczych. 1 września przeprowadził inspekcję na lotnisku w Małaszewiczach. Pięć dni później został ewakuowany z Warszawy do Lwowa, natomiast 18 września przekroczył granicę polsko-węgierską na Przełęczy Tatarskiej i został internowany. Po ucieczce z obozu jenieckiego dostał się 7 grudnia 1939 roku do Francji. Od stycznia do czerwca następnego roku służył w Dowództwie Oddziałów Pancerno-Motorowych w Bollène. 23 czerwca po ewakuacji, przypłynął do Plymouth. Od sierpnia do października 1941 roku był oficerem w 14 pułku Ułanów Jazłowieckich, w składzie 10 Brygady Kawalerii Pancernej i 4 Brygady Kadrowej Strzelców.

### Instruktor broni cichociemnych
25 października 1941 roku przeszedł do dyspozycji Oddziału VI Sztabu Naczelnego Wodza oraz został przeszkolony m.in. w 1941 na kursie dywersyjno - strzeleckim (STS 25, Inverlochy), kursach w 4 BKS oraz spadochronowym (Znak Spadochronowy nr 0524). Został instruktorem broni na szkoleniach dla cichociemnych (kurs walki konspiracyjnej) w Audley End, a od 8 listopada 1943 roku w Ostuni. Był znawcą broni i doskonałym strzelcem, jednym z najpopularniejszych instruktorów.

Spośród grona licznych instruktorów, (..) dwaj z nich pozostaną niezapomniani, a mianowicie ppłk Józef Hartman i kpt. Aleksander Ihnatowicz. (..) 
 Drugi zwany pospolicie „Atamanem”, był instruktorem strzelania. Sam świetny znawca broni i doskonały strzelec, uczył nas metody „instynktownego strzelania” oraz zapoznawał ze wszystkimi rodzajami broni niemieckiej. W późniejszych walkach w Kraju „atamanowe” sposoby okazywały się nieocenione, ratując życie wielu żołnierzom AK. W starciach z Niemcami byliśmy dzięki niemu na ogół szybsi, z naszych pistoletów padały pierwsze strzały, a to niejednokrotnie decydowało o powodzeniu.

31 stycznia 1943 roku w Audley End złożył przysięgę na rotę Armii Krajowej, nie został jednak zrzucony do Polski, mimo wielokrotnie ponawianych raportów. Dwaj dowódcy ośrodków szkoleniowych cichociemnych: w Audley End (STS 43) oraz w Ostuni (OW nr 10) składali do szefa Oddziału Specjalnego wnioski o odwołanie go z funkcji instruktora z powodu zachowania. 

### Operacje spadochronowe
22 grudnia 1943 roku, na wniosek pułkownika Mariana Utnika, został „wypożyczony” Brytyjczykom. Od 1 października następnego roku, na własną prośbę, urlopowany na dwa lata z szeregów Wojska Polskiego. Za zgodą MON wstąpił do Armii Brytyjskiej w stopniu podporucznika. Został przydzielony do sekcji polskiej (Force 139) Special Forces No 1 z siedzibą w Kairze, (miała m.in. placówkę w Monopoli we Włoszech), m.in. przygotowywał zespoły, które zdobywały uzbrojenie niemieckie. Szkolił włoskich spadochroniarzy z 185 batalionu komandosów włoskich dowodzonych przez majora Angelo Massimino.
Ihnatowicz-Świat jako spadochroniarz Akcji Kontynentalnej, brał udział w następujących operacjach spadochronowych:
- 17/18 marca 1944 roku, skok bojowy w rejonie Zlatibor w Jugosławii (część opanowana przez czetników) z zadaniem zdobycia karabinu maszynowego FG42, opracowanego dla niemieckich spadochroniarzy. Zdobył 2 egzemplarze tej broni, likwidując w zasadzce niemiecki patrol i dostarczył je w rejon wsi Gruda (na południowy wschód od Dubrownika). Po 4,5 tygodniach wrócił łodzią podwodną do Brindisi[5].
- 3/4 lipca 1944 roku, skok bojowy w północnych Włoszech, z trzema włoskimi spadochroniarzami w celu przygotowania zrzucenia 185 Batalionu Komandosów Włoskich (185 Reparto Paracadutisti Arditi). Zrzut batalionu się nie odbył z powodu dekonspiracji. Po zniszczeniu 3 czołgów niemieckich, został ewakuowany samolotem Lysander[5].
- 5/6 października 1944 roku, skok bojowy na rejon zapasowy z zadaniem przeprowadzenia rozmów z jednym z atamanów kozackich w służbie niemieckiej, użytych do zwalczania partyzantów włoskich. Po wykonaniu tego zadania, szkolił grupy partyzanckie w zakresie posługiwania się bronią i materiałami wybuchowymi, wraz z którymi wysadził dwa mosty oraz trzy mniejsze przeprawy. W styczniu 1945 roku przekroczył front i powrócił do bazy[8].
- 29/30 marca 1945 roku, skok bojowy w rejon Bielli na placówkę misji brytyjskiej „North Piedmonth”, zamiast kapitana Władysława Buryna, który uległ wypadkowi. Przejął polski oddział byłych jeńców Wehrmachtu i Organizacji Todta. Wysadził wraz z pirotechnikiem 7 czołgów Tygrys w dolinie Aosty. Na początku maja 1945 roku przekazał oddział porucznikowi Henrykowi Śreniawie-Saganowskiemu, a sam powrócił 24 lipca do Wielkiej Brytanii[9].

Cztery skoki bojowe to rekord wśród polskich spadochroniarzy z okresu II wojny światowej.

### Po wojnie
Od 1 października 1945 roku do 3 października 1948 roku pracował w Ministry of Supply – Armaments Design Establishment (Ministerstwo Zaopatrzenia – Dostaw Uzbrojenia) jako Senior Design Officer. Później pełnił służbę jako inspektor broni (Inspector of Weapons under C.I.A as British Serving Officer) w Indiach, w Rawalpindi (obecnie Pakistan). 1 lipca 1950 roku został zwolniony ze służby w silach brytyjskich w randze majora. Następnie pracował jako asystent ds. konserwacji broni, inżynier projektant oraz kreślarz konstrukcji stalowych. Dwa lata później, w konkursie strzelania ze sztucera „Dubletów do Jeleni” zdobył mistrzostwo Imperium Brytyjskiego i puchar przechodni, a w strzelaniu z pistoletu kal. 22 do sylwetek olimpijskich drugie miejsce. Od 25 kwietnia do 7 września 1961 roku, w trakcie wojny w Katandze, zatrudniony był jako ekspert wojskowy ds. broni i amunicji w Kwaterze Głównej Sztabu Generalnego Armii Katangi. 28 sierpnia 1961 roku aresztowano go w Elisabethville podczas operacji sił ONZ o kryptonimie „Rumpunch”. Ihnatowicz-Świat był przesłuchiwany przez personel ONZ. Nie ujawnił żadnych tajemnic i został umieszczony jako jeniec w bazie w Kaminie. 1 stycznia 1964 roku awansowany na rotmistrza, a potem majora PSZ na Zachodzie. Zmarł 28 lutego 1991 roku w Londynie.

## Ordery i odznaczenia
- Krzyż Srebrny Orderu Virtuti Militari[12]
- Złoty Krzyż Zasługi z Mieczami[12]
- Krzyż Walecznych[12]
- Medal Wojska[12]
- Order Imperium Brytyjskiego (Oficer orderu)[9]
- King’s Medal for Courage in the Cause of Freedom (12 lutego 1948 roku)[9]
- Military Cross[12]